# پاسکال بوشری
پاسکال بوشری (فرانسوی: Pascal Boucherit‎؛ زادهٔ ۷ اوت ۱۹۵۹) قایقران کانو اهل فرانسه است.